# Vendée Globe
O Globo de Vendée é uma competição que consiste em circum-navegar o globo, à vela, em solitário, sem escala. Esta regata acontece a cada 4 anos desde a 2º edição e a partida acontece no mês de novembro em Les Sables-d'Olonne em Vendée (França).
O regulamento desta prova estabelece que a volta ao mundo passa pelos 3 cabos (Boa Esperança, Leeuwin e Horn) e os veleiros em monocasco não podem ultrapassar o comprimento máximo de 18,30 metros.
Esta competição é inspirada na regata organizada pelo Sunday Times em 1968, a famosa volta ao mundo ganha por Robin Knox-Johnston - e que foi o único a terminá-la - e que ofereceu a Bernard Moitissier matéria para escrever a sua lenda. O navegador Francês Philippe Jeantot tinha imaginado uma circum-navegação semelhante, com largada à mesma hora e do mesmo lugar.
Após as 3 regatas iniciais (houve vários naufrágios e mortes), a Globo de Vendée conquistou , sem sombra de dúvida, a reputação da regata mais perigosa do mundo.
Em 2018, apareceu a regata 2018 Golden Globe Race para comemorar os 50 anos da regata original com uma característica surpreendente: os barcos e equipamentos, inclusive de navegação só podem incorporar tecnologia que estava disponível na época. A excepção é para os equipamentos de salvação como balsas salva-vidas ou EPIRB's. Estiverem presentes os veleiros de Bernard Moitissier e de Robin Knox-Johnston e este disparou o canhão que deu a largada. 